# Футболист года в Беларуси
Лучший футболист года Беларуси — футбольная награда, вручаемая лучшему футболисту календарного года в Беларуси.
Вручается с 1983 года, до 1990 года победителя определяла газета «Физкультурник Белоруссии», с 1991 — газета «Прессбол».

## Обладатели приза
- 1983 Сергей Гоцманов —  Динамо (Минск)
- 1984 Сергей Алейников —  Динамо (Минск)
- 1985 Сергей Гоцманов —  Динамо (Минск)
- 1986 Сергей Алейников —  Динамо (Минск)
- 1987 Сергей Гоцманов —  Динамо (Минск)
- 1988 Сергей Алейников (3) —  Динамо (Минск)
- 1989 Сергей Гоцманов (4) —  Динамо (Минск)
- 1990 Александр Метлицкий —  Осиек
- 1991 Юрий Курбыко —  Динамо (Минск)
- 1992 Андрей Зыгмантович —  Динамо (Минск)
- 1993 Сергей Герасимец —  Динамо (Минск)
- 1994 Андрей Зыгмантович (2) —  Расинг (Сантандер)
- 1995 Валентин Белькевич —  Динамо (Минск)
- 1996 Владимир Маковский —  Динамо (Минск)
- 1997 Андрей Лаврик —  Динамо (Минск)
- 1998 Александр Хацкевич —  Динамо (Киев)
- 1999 Сергей Гуренко —  Рома
- 2000 Александр Хацкевич (2) —  Динамо (Киев)
- 2001 Геннадий Тумилович —  Ростов
- 2002 Александр Глеб —  Штутгарт
- 2003 Александр Глеб —  Штутгарт
- 2004 Максим Ромащенко —  Динамо (Москва)
- 2005 Александр Глеб —  Арсенал (Лондон)
- 2006 Александр Глеб —  Арсенал (Лондон)
- 2007 Александр Глеб —  Арсенал (Лондон)[1]
- 2008 Александр Глеб (6) —  Барселона
- 2009 Александр Кульчий —  Ростов
- 2010 Юрий Жевнов —  Зенит (СПб)
- 2011 Александр Гутор —  БАТЭ
- 2012 Ренан Брессан —  БАТЭ
- 2013 Тимофей Калачёв —  Ростов
- 2014 Сергей Кривец —  Мец
- 2015 Игорь Стасевич —  БАТЭ
- 2016 Тимофей Калачёв (2) —  Ростов[2]
- 2017 Михаил Гордейчук —  БАТЭ
- 2018 Игорь Стасевич (2) —  БАТЭ
- 2019 Игорь Стасевич (3) —  БАТЭ[3]
- 2020 Максим Скавыш —  БАТЭ[4]
- 2021 Андрей Соловей —  Гомель[5]
- 2022 Владимир Хващинский —  Минск
- 2023 Макс Эбонг -  Астана
- 2024 Федор Лапоухов —  Динамо (Минск)